# Instytut Kształcenia Kadr Naukowych
Instytut Kształcenia Kadr Naukowych – wyższa szkoła partyjna i marksistowska placówka badawcza, powołana 17 stycznia 1950 z inicjatywy Adama Schaffa przy Komitecie Centralnym PZPR. 

## Historia i działalność
Zadaniem IKKN było kształcenie kierowniczych kadr naukowych w oparciu o sprawdzone wzory nauki radzieckiej (tzw. Instytut Czerwonej Profesury) oraz  uniwersytetów w Cambridge i w Oxfordzie. Dorobek naukowy pracowników Instytutu ograniczał się do krytyki politycznej nauki Zachodu z pozycji marksizmu-leninizmu. 
Studia trwały 3 lata. W Instytucie wykładali też obywatele ZSRR (M. Osadko, Nikołaj Niekrasow, A.W. Romanczenko) i NRD (Jürgen Kuczynski). Od 1953 IKKN mógł nadawać „aspirantom” a więc obecnym doktorantom, po obronie „pracy kandydackiej” (pracy doktorskiej), tytuł „kandydata nauk” (doktora nauk). 4 stycznia 1954 Instytut przekształcono w Instytut Nauk Społecznych przy KC PZPR, a już od 1957 funkcjonował pod nazwą Wyższej Szkoły Nauk Społecznych przy KC PZPR, aż do 1984 gdy na jego miejsce utworzono Akademię Nauk Społecznych istniejącą do 1990.

## Kierownictwo[2]
- 12 stycznia 1951–18 czerwca 1954: Zygmunt Modzelewski, rektor (1900–1954)
- marzec 1950–1954: Adam Schaff, dyrektor (1913–2006)[3]
- 1954–1957: Adam Schaff, rektor

## Struktura
- Wydział Materializmu Dialektycznego i Historycznego, Historii Filozofii oraz Teorii Państwa i Prawa (Filozoficzny)
- Wydział Ekonomii Politycznej (Ekonomiczny)
  - Katedra Ekonomii Politycznej – kierownik Włodzimierz Brus
  - Katedra Historii Myśli Ekonomicznej – kier. Oskar Lange
  - Katedra Podstaw Ekonomiki Polski Ludowej
- Wydział Historii Polski, Historii Powszechnej i Historii WKP(b) (Historyczny)[4]
  - Katedra Historii Polski – kier. Stanisław Arnold, zastępcy: Żanna Kormanowa, Tadeusz Daniszewski
  - Katedra Historii WKP(b) – kier. Józef Kowalski, zastępca Weronika Gostyńska
  - Katedra Historii Powszechnej – kier. Bronisław Krauze

W roku akademickim 1951-1952 zlikwidowano strukturę wydziałową, które zastąpiono 7 katedrami. 

## Siedziba
Siedziba IKKN mieściła się w Warszawie, początkowo przy ul. Wiejskiej 18 (1951), następnie w alei Stalina 10 (ob. Aleje Ujazdowskie 10) (1954).